# Аймери де Монреаль
Аймери де Монреаль (фр. Aimery de Montréal; ум. 3 мая 1211, Лавор) — южно-французский дворянин, файдит, сеньор Лаурака и совладелец Монреаля, видный противник Симона де Монфора во время Альбигойского крестового похода.

## Происхождение
Он был сыном сеньора Аймери Роже де Рокефорт (фр. Aimery Roger de Roquefort) и его жены Бланки. По замечаниям современников, обладал высоким ростом и приятной внешностью. После смерти отца унаследовал графство Лорака и Монреаля, являлся вассалом Каркассонского виконта Транкавеля. Хотя сам Аймери являлся верующим католиком, что подтверждают записи хронистов, он был членом одной из самых влиятельных семей катаров в Лангедоке. Его дядя Гильем де Рокефорт был женат на дочери катарского епископа Пьера Изарна. Его мать была посвящена обряду («Consolamentum») как «совершенная» и обладала большим авторитетом среди общины катаров Тулузского графства. Его сёстры Эсклармонда, Герода, Наварра в замужестве де Сервиан и Мабиллия приняли посвящение в «совершенные». Мабиллия сделала это вместе с матерью Бланкой. Герода после смерти мужа. Наварра и Эсклармонда приняли посвящение уже после смерти Аймери. В Лораке и Монреале его родственники создали дома для женщин-катарок, организованный по типу общин-монастырей, там же они принимали Совет церквей и споры с Римской Церковью. В 1207 году такой спор произошел в Монреале, среди прочих, между Гилаберт де Кастром от катаров и епископом Диего Осма от католиков. Трое из его сестер также были замужем за знатнейшими католическими дворянами. Что говорит о том что до начала четвертого крестового похода катарское христианство не считалось ересью, и спокойно уживалось с католичеством, часто используя одни и те же храмы, не испытывая неприязни друг к другу.

## Альбигойский крестовый поход
Аймери принял участие в обороне Каркассона, но после оставления города в августе 1209 года притворно присягнул лидеру крестоносцев Симону де Монфору. Монфор был назначен новым виконтом Каркассона, и Аймери принёс ему присягу. Однако уже в следующем 1210 году он присоединился к противникам крестового похода во главе Раймундом де Термесом и Пьером Роже де Кабаре. Подобно им, Аймери отклонил предложение короля Арагона стать прямым вассалом, поскольку он не был готов предоставить королю необходимые права доступа в его владения. Отказ от доступа, даже для его собственного лорда, был важным выражением независимости и благородства дворян Лангедока, которые были традиционно глубоко укоренены в общественном строе этого региона. После геноцида в Минерве и падения Термеса в декабре 1210 года Аймери снова решил примириться с Монфором, и заключил с ним мир, уступив часть своих владений.
Весной 1211 года Аймери узнал, что войска де Монфора намереваются захватить замок его сестры Героды и поспешил ей на помощь вместе со своими верными людьми. Он нарушил во второй раз своё слово, данное де Монфору, из-за чего летописец последнего Пётр Сернейский называет его «предателем худшего вида». Однако для южан, которые считали Симона де Монфора захватчиком и преступником, в частности, за вероломное убийство виконта Транкавеля, подобные клятвы, данные захватчиком под давлением, не имели никакой силы. Аймери принял на себя командование сильно укреплённым городом Лавор. Симон де Монфор лично возглавил осадную армию, но его она оказалась недостаточно большой, чтобы окружить весь город. Только когда к нему присоединился отряд крестоносцев, известный как «Белое Братство», защитники полностью потеряли связь с внешним миром, после чего взятие города оставалось делом времени.
3 мая 1211 года Лавор пал, потому что осадные машины пробили огромную брешь в стене, после чего последовало тяжелое наказание для сопротивлявшихся. От 300 до 400 катаров, которые укрывались в замке под покровительством сеньоры Героды, отказались отречься от своей веры, и были сожжены заживо. Сама Герода была сброшена в колодец, куда бросали большие камни, пока она не умерла, «крича и плача», по описаниям хронистов, на глазах у брата. Сам Аймери и его рыцари должны были быть повешены как предатели, но Симон посчитал слишком хлопотным строить для них виселицы и просто приказал всех перерезать.
Аймери не был женат. После смерти его собственность была разделена между крестоносцами, но в основном его имущество досталось рыцарю Алену де Руси. После смерти Монфора в 1218 году, племянник Аймери, сын его сестры Эсклармонды Бернар Оттон де Ниор вернул себе владения дяди — Лаурак и Монреаль, однако снова их потерял в 1240 году.